# Afriberina rungsi
Afriberina rungsi är en fjärilsart som beskrevs av Gustav Fridolin Albers och Warnecke 1941. Afriberina rungsi ingår i släktet Afriberina och familjen mätare. Inga underarter finns listade i Catalogue of Life.